# Charles Neville (6e comte de Westmorland)
Charles Neville, 6e comte de Westmorland (18 août 1542-16 novembre 1601) est un noble anglais et l'un des chefs de file de l'Insurrection du Nord en 1569 .

## Biographie
Il est le fils de Henry Neville (5e comte de Westmorland) et d'Anne Manners, deuxième fille de Thomas Manners (1er comte de Rutland).
En 1563, il épouse Jane Howard, fille d'Henry Howard (comte de Surrey), et de Frances de Vere, comtesse de Surrey. Elle est la sœur de Thomas Howard (4e duc de Norfolk), et de Henry Howard (1er comte de Northampton).
Catholique d'éducation et allié à la famille catholique Howard, Westmorland s'oppose aux politiques protestantes de la reine Élisabeth Ire et, en novembre 1569, il rejoint Thomas Percy (7e comte de Northumberland) dans la rébellion du Nord contre la reine. Les rebelles prennent Durham et célèbrent une messe catholique. Les forces fidèles à la reine écrasent la rébellion, qui échoue dans sa tentative de sauver Marie Stuart de la prison.
Les deux comtes s'enfuient en Écosse. Westmorland trouve protection et dissimulation pendant longtemps au château de Fernyhurst, la maison de Lord Kerr dans le Roxburghshire, mais pendant ce temps, le cousin du comte, Robert Constable, est engagé par Ralph Sadler pour tenter de traquer le malheureux noble, et sous couvert d'amitié de le trahir. La correspondance de l'agent apparaît parmi les papiers de l'État de Sadler – un mémorial tristement célèbre de trahison et de bassesse. Westmorland est au château de Huntly en juillet 1570.
Après que Northumberland ait été capturé et remis à Elizabeth en 1572, Westmorland craint une trahison similaire et part pour la Flandre, où il connait l'extrême pauvreté. Il ne reverra plus jamais sa femme, Jane Howard (morte en 1593) et leur fils et leurs quatre filles. Son vaste héritage est confisqué; Brancepeth, le fief des Neville en guerre, et le Château de Raby, leur maison de fête en paix, passent entre les mains d'étrangers.
Un rapport d'espionnage envoyé de Paris à Londres en août 1585 déclare que Charles Neville, le comte fugitif de Westmorland, pourrait, dans le cadre d'une invasion catholique concertée de l'Angleterre, débarquer dans le Cumberland ou le Lancashire, amenant avec lui le ou les fils de Henry Percy (8e comte de Northumberland). Les historiens sont obligés de se demander de quel(s) fils (s) le rapport signifie, car des sources indiquent que tous les fils étaient en Angleterre au moment de la mort mystérieuse de leur père (peut-être un meurtre, peut-être un suicide) en 1585.
En 1588, Westmorland commande une force de 700 fugitifs anglais dans les ports maritimes de Flandre, qui avec l'armée de 103 compagnies de fantassins et 4 000 cavaliers, forment ensemble 30 000 hommes sous Alexandre Farnèse, duc de Parme et en plus 12.000 hommes amenés par le duc de Guise sur les côtes de Normandie, sont destinés à une attaque sur l'ouest de l'Angleterre, sous couvert et protection de l'Armada espagnole.
Westmorland s'enfuit, pour vivre en exil sur le continent ; il est déclaré hors la loi par le Parlement en 1571 (Acte 13 Eliz. je c. 16). Il survit avec une petite pension de Philippe II d'Espagne, mourant sans le sou et largement oublié le 16 novembre 1601.